# نادر انقطاع
نادر انقطاع (۱۶ مهر ۱۳۳۴) دانشمند ایرانی-آمریکایی است. او استاد ندویل رمسی در دانشگاه پنسیلوانیا است و با دانشکده‌های مهندسی برق و سامانه‌ها، مهندسی پزشکی، فیزیک و ستاره‌شناسی همکاری دارد.
نادر انقطاع از پیشتازان نانوفناوری در جهان به‌شمار می‌آید. پژوهشهای او در زمینه فراماده و نقش نور در نانوفناوری، بر رشتههای بسیاری از ستاره‌شناسی و علوم رایانه گرفته تا پزشکی و فنون ارتباطات تأثیر گذاشته‌است. او در زمینه‌های متامواد، اپتیک تبدیل، اپتیک پلاسما، نانوفوتونیک، فوتونیک گرافین، نانومواد، اپتیک نانوسکیل، نانو آنتن‌ها، و آنتن‌های مینیاتوری پژوهش‌هایی انجام داده‌است.

## تحصیلات
نادر انقطاع کارشناسی مهندسی برق خود را از دانشکده فنی دانشگاه تهران و کارشناسی ارشد و دکترای مهندسی برق و فیزیک خود را از مؤسسه فناوری کالیفرنیا دریافت کرد. او از سال ۱۳۵۷ به ایالات متحده آمریکا مهاجرت کرد.

## افتخارات
نادر انقطاع استاد دانشگاه پنسیلوانیا در زمینه الکترومغناطیس، موفق به دریافت مدال طلای جامعه بین‌المللی حرفه‌ای در اپتیک و فوتونیک کاربردی (اسپای) در سال ۲۰۱۵ شد. این مدال که در گذشته توسط چارلز هارد تاونز (پدر لیزر) در سال ۱۹۶۴ و چارلز کائو («پدرخواندهٔ پهنای باند» «پدر فیبر نوری» یا «پدر ارتباطات با فیبر نوری») در سال ۲۰۰۹ کسب شده‌است بالاترین نشان اهدایی اسپای است.
در سال ۲۰۲۳ وی برنده مدال بنجامین فرانکلین، یکی از قدیمی‌ترین جوایز علمی شد. پیش از این افرادی مانند اینشتین، توماس ادیسون، نیلز بور و استیون هاوکینگ این جایزه را دریافت کرده‌اند. آخرین بار در سال ۱۹۹۷ یک دانشمند آمریکایی-ایتالیایی به نام ماریو کاپکی موفق به دریافت این جایزه شده بود.

## جوایز و افتخارات
- جایزه پژوهشگر جوان بنیاد علوم ملی ایالات متحده آمریکا (۱۹۸۹)
- فلوی مؤسسه مهندسان برق و الکترونیک، (۱۹۹۶)
- جایزه جرج هیلمیر برای پژوهش برتر (۲۰۰۸)
- جایزه الکترومغناطیس مؤسسه مهندسان برق و الکترونیک، (۲۰۱۲)
- مدال طلای بالتازار ون در پل اتحادیه جهانی علوم رادیویی، (۲۰۱۴)
- مدال طلای انجمن بین‌المللی اپتیک و فوتونیک (۲۰۱۵)[۴][۵]
- جایزه چراغ صنعت فوتونیک (۲۰۱۷).
- جایزه دستاورد علمی ویلیام استرایفر از انجمن فوتونیک IEEE (۲۰۱۷).
- جایزه پیشگام در فناوری نانو از شورای فناوری نانو IEEE (۲۰۱۸).
- مدال افتخار جزیره الیس از انجمن افتخارات جزیره الیس (۲۰۱۹).
- عضو بین‌المللی آکادمی مهندسی کانادا (۲۰۱۹).
- جایزه مکس بورن (۲۰۲۰).
- مدال مؤسسه فیزیک اسحاق نیوتن به علت پژوهش در زمینه الکترومغناطیس، فراماده و نانوفناوری (۲۰۲۰)[۳]
- جایزه بنجامین فرانکلین (۲۰۲۳) در مهندسی برق.[۶]
- منتخب آکادمی هنر و علوم آمریکا (۲۰۲۳).
- جایزه فارغ التحصیلان ممتاز کلتک (۲۰۲۳).
- عضو منتخب آکادمی اروپا (۲۰۲۴).